# NGC 7738
NGC 7738 é uma galáxia espiral barrada (SBb) localizada na direcção da constelação de Pisces. Possui uma declinação de +00° 31' 03" e uma ascensão recta de 23 horas, 44 minutos e 02,0 segundos.